# 博胡米尔·西蒙
博胡米尔·西蒙（捷克語：Bohumil Šimon，1920年10月2日—2003年11月21日），捷克斯洛伐克共产党领导人、经济学家，布拉格之春的支持者、《七七宪章》的签署人之一。。